# Министерство иностранных дел Перу
Министерство иностранных дел Перу отвечает за разработку и реализацию внешней политики перуанского государства. Оно работает в сотрудничестве с перуанскими послами и консулами с аккредитацией в разных странах и с международными организациями, а также с Министерством внешней торговли и туризма. Координирует, обслуживает зарубежные посольства, миссии и диппредставительства в Лиме. Нынешний министр — Хавьер Гонсалес-Олаечеа.